# 동화 (언어학)
동화(同化)는 음운 과정(phonological process)의 가장 보편적인 유형들 가운데 하나로, 음운이 다른 음운의 영향을 받아 비슷한 방향으로 바뀌는 작용을 말한다. 반대말은 이화(異化)이다.
이 변화는 조음기관의 위치나 조음방법이 동일하게 동화되거나 또는 어떤 음성적 특징만이 동화되기도 한다. /A/와 /B/의 통합체가 있을 때, 즉 -/A/+/B/- 가 있을 때, /A/와 /B/를 따로따로 발음하는 것보다 /A/를 /B/에 동화시켜 /B+B/ 또는 /B/를 /A/에 동화시켜서 /A+A/로 발음하는 것이 더 쉬운 발음이 될 것이다. 이는 발화 시 조음의 편의(ease of articulation)를 위한다는 노력경제 원칙에 일치하는 현상이다.

## 동화의 방향

### 역행 동화
뒤의 음운이 앞의 음운에 영향을 줌
- 예) 한국어 '신라'가 '실라'로 발음
- 예) 라틴어 lectus에서 이탈리아어 letto로 변화

### 순행 동화
앞의 음운이 뒤의 음운에 영향을 줌
- 예) 한국어 '종로'가 '종노'로 발음
- 예) 영어 clumsy가 [klʌmzi]로 발음

### 상호 동화
앞뒤 음운이 서로 영향을 주고받음
- 예) 한국어 '독립'이 '동닙'으로 발음

## 동화의 정도

### 완전 동화
영향받는 소리가 영향주는 소리를 완전히 닮음
- 예) 신라 > [실라], /kt/ > [tt]

### 부분 동화
영향받는 소리가 영향주는 소리를 일부만 닮음
- 예) 독립 > [동닙] (비음성만 같음)

## 영향을 주고 받는 두 음운의 위치

### 인접 동화
영향을 주고받는 음운이 서로 붙어 있음
- 예) 신라-[실라], /kt/ > /tt/

### 간격 동화
영향을 주고받는 음운이 서로 떨어져 있음
- 예) 표준 슬로베니아어 Jevnica > 슬로베니아 방언 Vevnica
- 예) 한국어 ㅣ모음 역행동화에서 '학교'를 [핵꾜]로 발음

## 시차 동화

### 시차 인접 동화
예) 영어 it is [ɪtɪz] / it's [ɪts]

### 시차 간격 동화
예) 그리스어 leirion > 라틴어 līlium

## 참고 문헌
- 김방한, '언어학의 이해', 민음사(2005)
- 전상범, '음운론', 서울대출판부(2004)

## 같이 보기
- 구개음화
- 모음조화